# Castello di Chyše
Il castello di Chyše (in ceco zámek Chyše) si trova nella città omonima del Distretto di Karlovy Vary nella regione omologa della Repubblica Ceca. La sua storia inizia nel XVI secolo

## Storia

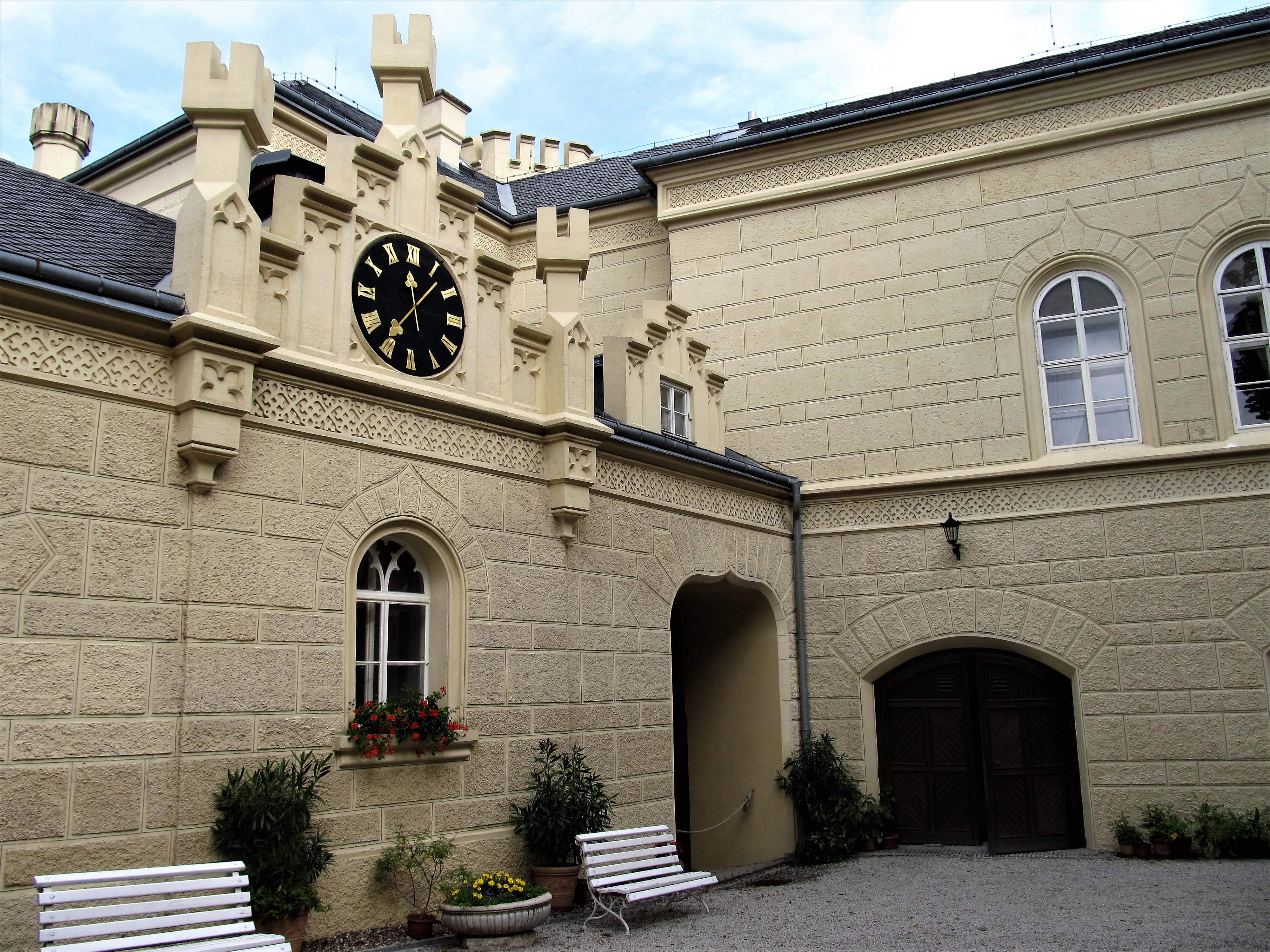
Particolare del cortile

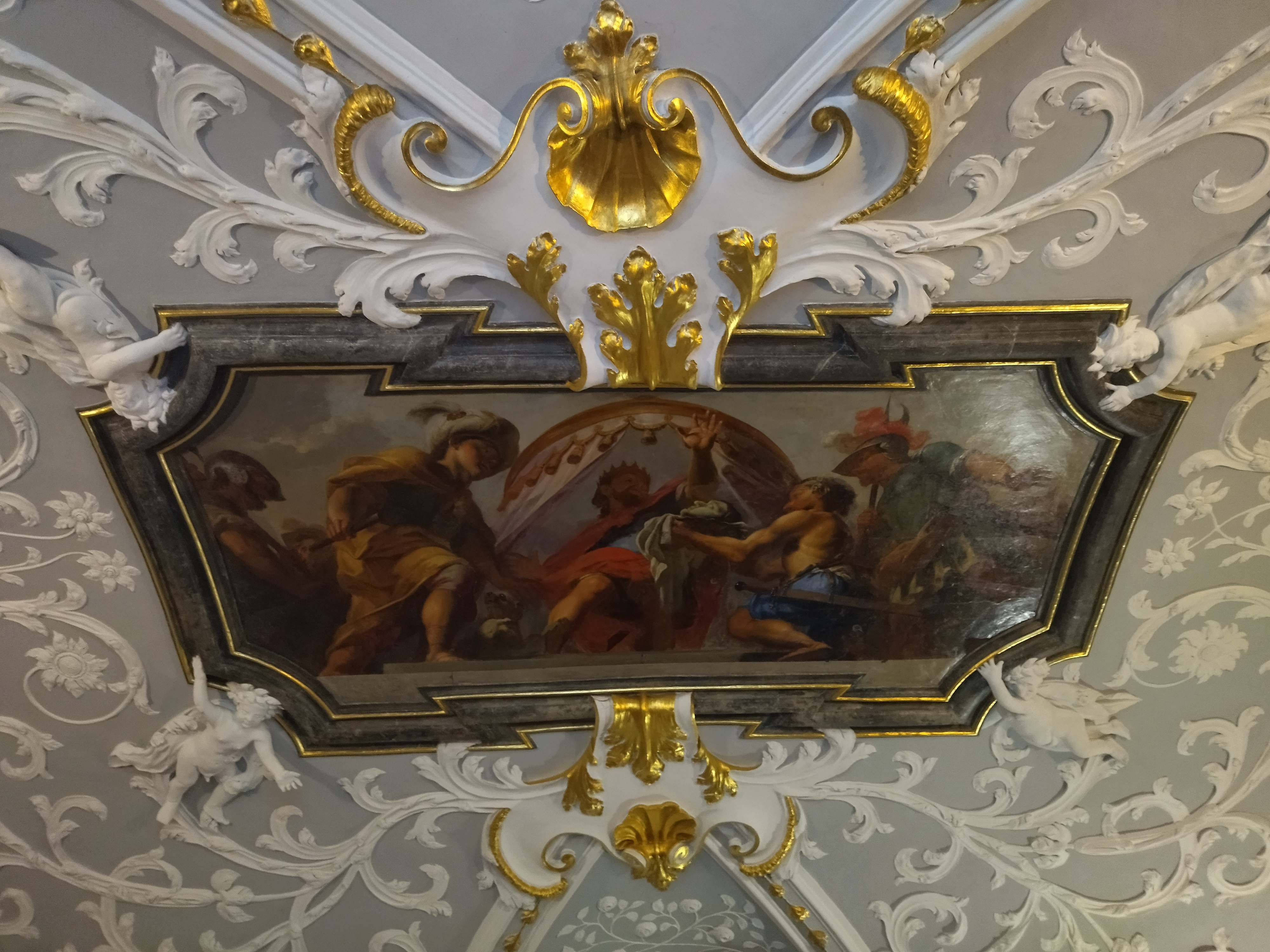
Interno del castello, soffitto con affresco di Petr Brandl

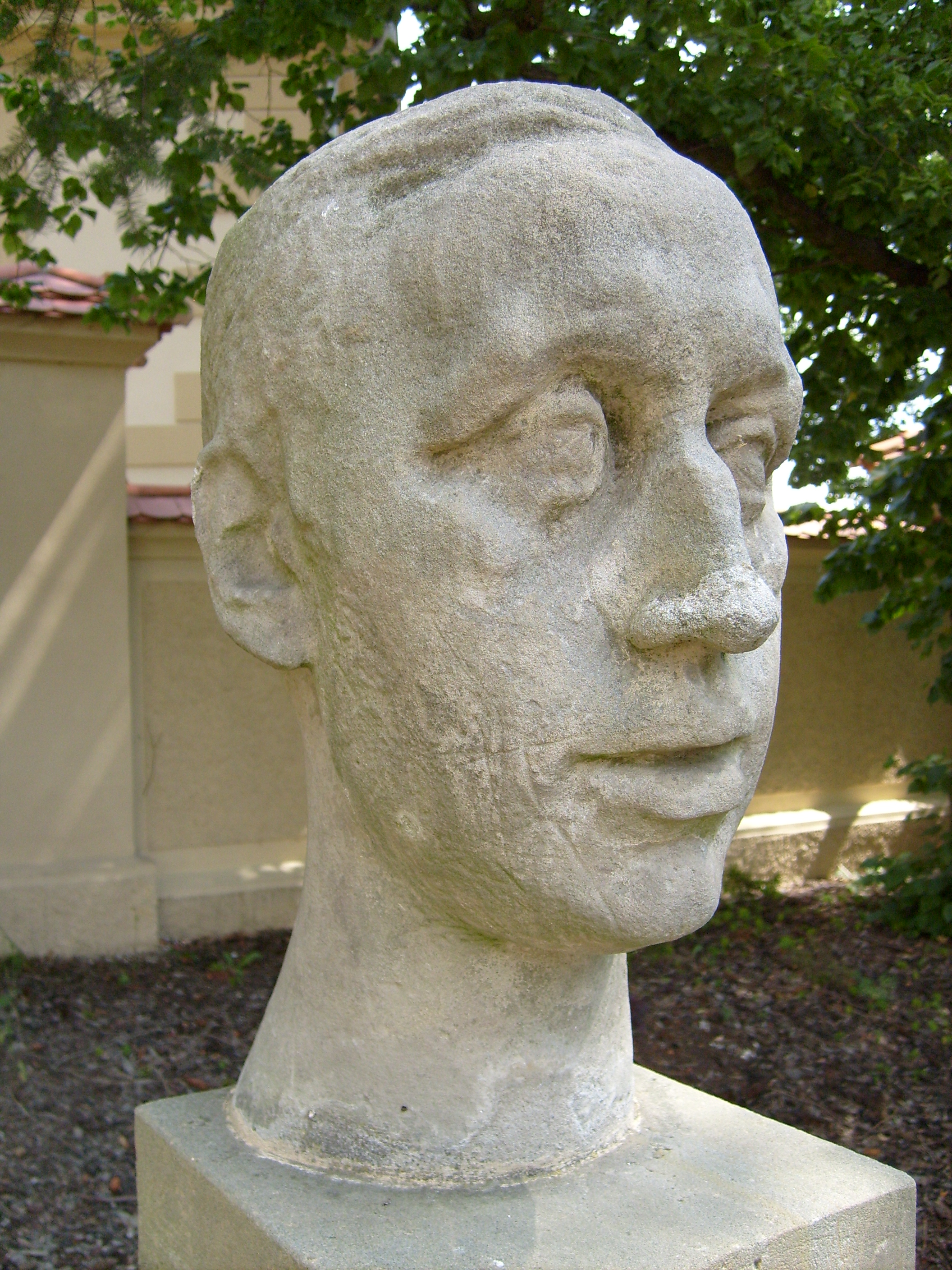
Scultura col busto di Karel Čapek conservata nel parco

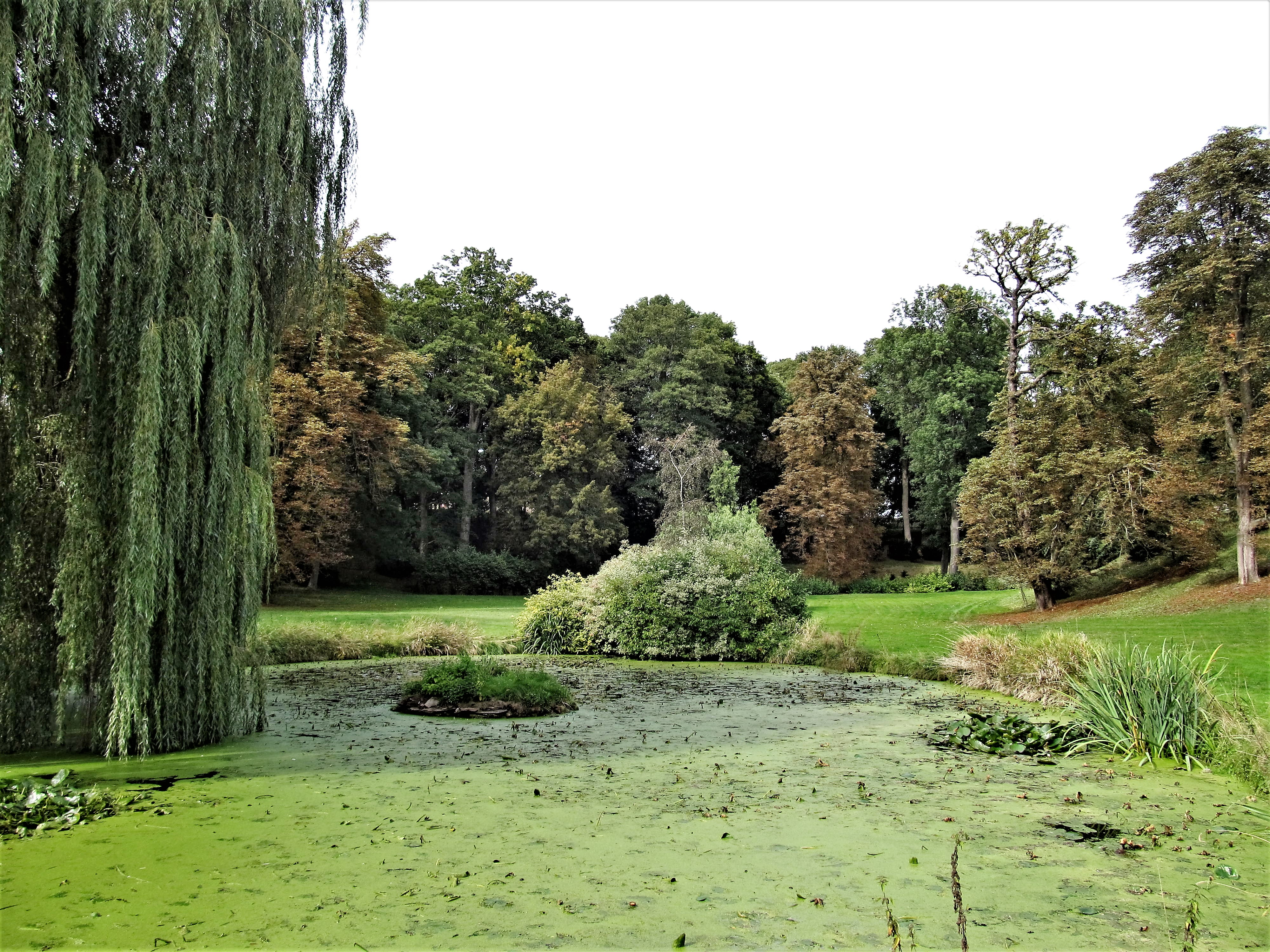
Parco

Nella seconda metà del XII secolo sul sito del castello, sede dell'antica famiglia signorile degli Odolenovic, sorgeva una fortezza. Gli Odolenovic hanno vissuto a Chyšy per duecento anni. Nel 1466 la città di Chyše è sotto il controllo di Burián da Gutštejn. Nel 1467 la fortezza primitiva fu completamente distrutta dalle truppe del re Giorgio di Boemia. Successivamente il castello venne ricostruito in stile tardo gotico. Viktorín fu l'ultimo erede maschio della famiglia Gutštejn e dopo la sua morte passò alla figlia Anežka che, dopo aver sposato Mikuláš di Lobkovice, nel 1566 gli fece trasferire l'intera eredità. Nel 1578 questi fece ricostruire il castello in forme rinascimentali. Alla fine del XVI secolo il castello di Chyše fu acquistato dalla signora Gryzelda Švamberková di Lobkovice che lo mantenne fino alla sua morte nel 1607, quando la tenuta passò al figlio del suo primo matrimonio, Bohuchval Berka di Dubé. Questi, avendo partecipato alla ribellione immobiliare, si vide confiscare l'intero patrimonio dopo la battaglia della Montagna Bianca. I nuovi proprietari divennero i Michnov di Vacínov. Karel Jiří Michna di Vacínov, con la moglie Anna Ludmila Kolowrat-Krakowska, tra il 1695 e il 1708 fece ricostruire il castello, completò la costruzione del nuovo monastero, fece costruire la chiesa carmelitana della città danneggiata da un incendio, e sulla collina Špičák fece costruire la chiesa dell'Annunciazione della Vergine Maria con la tomba di famiglia. A questo periodo, 1699, risale anche il rarissimo dipinto sul soffitto di Petr Brandl sulla volta di uno dei saloni di rappresentanza del castello. Dal 1718 al 1766 Chyš fu tra le proprietà della famiglia Kolowrat-Cracovia e dalla famiglia Putz di Breitenbach. Nel 1766 Prokop I Lažanský di Bukova acquistò l'ampio possedimento in un'asta pubblica e così furono riuniti tre grandi possedimenti in questa zona: Chyše, Manětín e Rabštejn. 
Dopo la morte di Prokop I nel 1804, la proprietà fu divisa tra i suoi due figli Prokop II e Jan, che portò alla divisione della famiglia Lažanský in Boemia in due linee: Manětín e Chyš. Dopo la morte di Prokop II, nel 1823, suo figlio Prokop III ereditò l'intera proprietà. Durante il suo controllo, tra il 1856 e il 1858, il castello acquisì la sua forma recente nello stile neogotico allora di moda secondo il progetto del famoso architetto Vojtěch Ignác Ullmann. Successivamente il feudo passò al conte Vladimír Lažanský che nel 1917 assunse come tutore per suo figlio Prokop IV Lažanský Karel Čapek poi noto scrittore, giornalista e drammaturgo. Prokop successivamente ereditò la tenuta nel 1925 e la possedette fino al 1945, quando fu confiscata dallo Stato.
Negli anni tra il 1967 e il 1989 i locali del castello furono utilizzati come scuola all'aperto e poi fu completamente sgomberato e chiuso, determinandone così il degrado. Nel giugno del 1989 la società Balnex a.s. divenne proprietaria del castello e del parco adiacente e dal 1993 mise in vendita l'intera area. Alla fine del 1996 fu Vladimír Lažanský di Děčín ad acquistare insieme alla moglie Marcela il parco del castello con il progetto di salvare questo importante monumento culturale. Così iniziò il restauro completo del castello, nel 1999 venne inaugurata la prima mostra del castello, e nel 2009 è stata ampliata con i locali della residenza dei proprietari del maniero al primo piano del castello.

## Descrizione
Il castello e la tenuta di Chyše si trovano a circa 35 chilometri da Karlovy Vary in direzione di Praga. L'edificio ha pianta chiusa a due piani con cortile centrale e torre all'angolo sud est, integrata a nord da un'aia, circondata da corpi di fabbrica a piano terra. Le coperture dei tetti sono a due falde in ardesia. Sulla torre è presente un terrazzo pianeggiante. Il castello è situato all'interno di un parco all'inglese, protetto da un muro intonacato. il portale di accesso ha una cornice bugnata a pilastri e termina con figure di leoni che portano gli scudi con le insegne Lažanský. Sul perimetro del parco si trovano gli edifici dell'ex birrificio protetti da un muro. Gli edifici dell'aia sono a piano terra, coperti con tetti a due falde in coppi, suddivisi da modanature lisce, finestre circolari e portali con cornice liscia.

### Monumento culturale della Repubblica Ceca
La tutela dei monumenti della Repubblica Ceca considera il castello di Chyše un monumento culturale tutelato col numero di catalogo 1000144076.